# Lower Hunter Freight Corridor
Lower Hunter Freight Corridor, också kallad Newcastle Freight Rail Bypass, är en föreslagen järnvägsförbifart nära Newcastle i New South Wales i Australien. Förbindelsen ska utformas så att godståg som trafikerar banan mellan Sydney och Brisbane ska slippa köra genom Newcastles urbana område och därmed två plankorsningar. Restiden för godståg ska minskas med uppemot 15 minuter. Järnvägsbanan är tänkt att löpa från Fassifern till Hexham, och ha en längd på 37 kilometer. I sin rapport släppt november 2014 kommenterade Infrastructure New South Wales att en brådskande insats behövs för att skydda banans stråk mot bebyggelse. Myndigheten rekommenderade att detta betraktas som en prioritet. Delstatsregeringen ställer sig bakom Infrastructure New South Wales rekommendation. Regeringen menar dock att dess stöd av banan är villkorligt och beror på att den blir omvald i valet 2015.
Banan anses som en förlängning av Northern Sydney Freight Corridor. En undersökning gjorde 2008 beräknade att det skulle kosta mellan 330 miljoner och 480 miljoner australiska dollar (cirka 2,1–3 miljarder svenska kronor) att bygga Lower Hunter Freight Corridor. Planering för banan har pågått sedan åtminstone 1998, då den togs upp i planeringsdokumentet Action for Transport 2010. I ett dokument släppt 2005 av Australian Rail Track Corporation rankades en bana mellan Fassifern och Hexham som nummer 6 av 146 projekt för att öka järnvägens konkurrenskraft mellan Melbourne och Brisbane. Bland banans förespråkare finns även bilistföreningen NRMA, som menar att den ska gynna såväl järnvägstrafik som vägtrafik.